# Emese Kovács
Emese Kovács (Baja, 1 de marzo de 1991) es una deportista húngara que compitió en natación, especialista en el estilo mariposa.
Ganó una medalla de plata en el Campeonato Europeo de Natación de 2008 y una medalla de plata en el Campeonato Europeo de Natación en Piscina Corta de 2007.

## Palmarés internacional
| Campeonato Europeo                  | Campeonato Europeo       | Campeonato Europeo | Campeonato Europeo |
| Año                                 | Lugar                    | Medalla            | Prueba             |
| ----------------------------------- | ------------------------ | ------------------ | ------------------ |
| 2008                                | Eindhoven (Países Bajos) | Medalla de plata   | 200 m mariposa     |
| Campeonato Europeo en Piscina Corta |                          |                    |                    |
| Año                                 | Lugar                    | Medalla            | Prueba             |
| 2007                                | Debrecen (Hungría)       | Medalla de plata   | 200 m mariposa     |